# UFO: Alien Invasion
Pour les articles homonymes, voir UFO, Alien et Alien Invasion.
UFO: Alien Invasion est un jeu vidéo de tactique au tour par tour inspiré par la série X-COM, et plus particulièrement par UFO: Enemy Unknown. Le joueur y combat des extraterrestres tentant d'envahir la terre.
C'est un jeu vidéo open source et libre sous la licence GNU General Public License, dont le développement récent est coordonné sur SourceForge.net. La dernière version stable, 2.5, est sortie le 28 juin 2014.
Le jeu est basé sur une version modifiée du moteur de Quake II.

## Synopsis
En 2084, après une brève période de paix, la terre subit de nombreuses attaques meurtrières orchestrées par des extraterrestres. Les forces armées terrestres ne sont pas de taille à lutter face à la puissance technologique des envahisseurs et c'est alors que les Nations unies réagissent, et prennent le contrôle de la défunte agence antiextraterrestre PHALANX des anciens États-Unis d'Amérique. Le joueur est affecté au commandement de PHALANX et doit repousser l'invasion à tout prix.

## Système de jeu

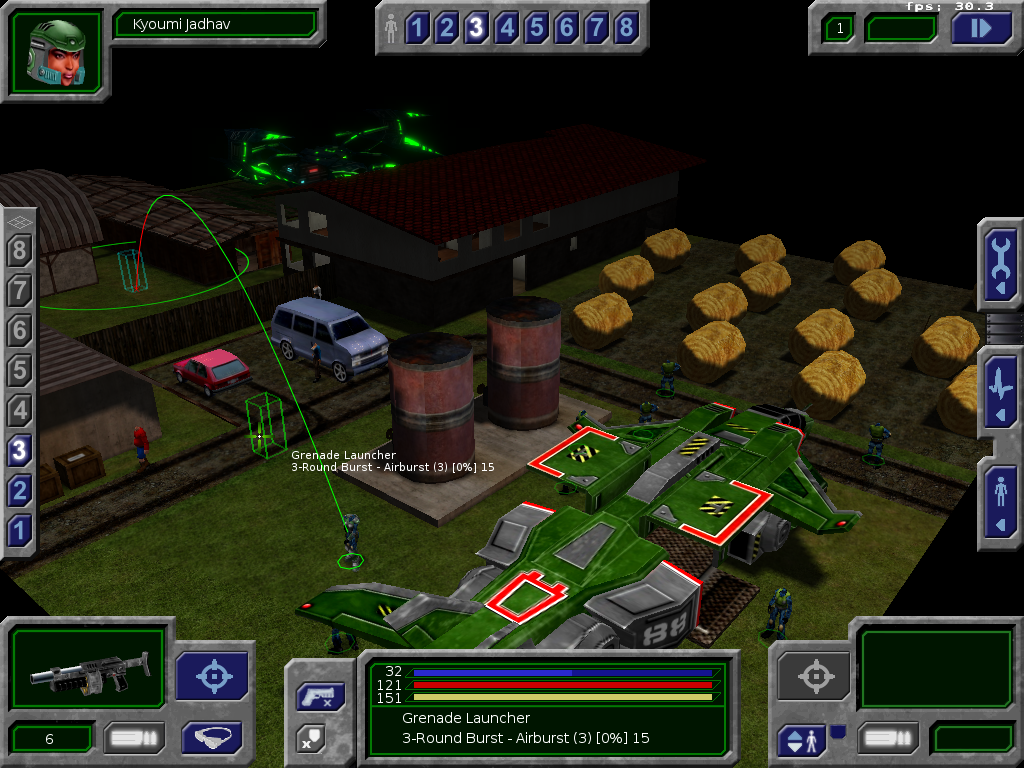
Image d'une étape du jeu.

Le jeu reprend le gameplay de UFO: Enemy Unknown, en modernisant l'affichage par des graphismes en trois dimensions.
Le jeu se déroule ainsi en deux phases distinctes, une phase de gestion et de surveillance, puis une phase de tactique au tour à tour.
La première phase se passe à l'échelle de la planète (geoscape) affiché sous forme de carte. Le joueur doit gérer ses installations, son personnel, l'équipement disponible, et la recherche technologique pour être prêt à intervenir. Au cours du temps des missions lui sont proposées.
La deuxième phase débute lors de l'acceptation de ces missions, le joueur y contrôle alors chaque membre du groupe d'intervention et doit éradiquer la menace extraterrestre de la carte (map). Cette phase se déroule au tour à tour.